# Microsema ligulifera
Microsema ligulifera är en fjärilsart som beskrevs av W. Warren 1905. Microsema ligulifera ingår i släktet Microsema och familjen mätare. Inga underarter finns listade i Catalogue of Life.